# Vattenverket i Ulricehamn
Vattenverket i Ulricehamn är ett vattenverk beläget vid Ågatan 10 i Ulricehamn. Byggnaden, tillsammans med en högreservoar i stadsdelen Skarpås, uppfördes 1914 efter ritningar av Per Gustaf Blidberg, och är byggnadsminne sedan den 26 februari 2009.
Ulricehamns vattenverk har ett arkitekturhistoriskt värde såsom en mycket välbevarad representant för den påkostade nationalromantiska tegelarkitektur som kännetecknar de byggnader som uppfördes för tidens nya högteknologi. Ett allmänt vattenförsörjningssystem innebar genomgripande förbättringar i människors livsföring och levnadsstandard vilket ger anläggningen ett stort dokumentvärde ur samhällshistorisk och socialhistorisk synvinkel.
Vattenverkets sammantagna kulturhistoriska värde består av en unik kombination av en mycket välbevarad anläggning med tillhörande högreservoar, en i stort sett orörd interiör med maskineri samt ett rikt arkivmaterial rörande byggnaden och verksamheten.

## Historia
Vattenverket i Ulricehamn är beläget i järnvägsområdet nära sjön Åsunden och omges idag av ett naturområde med strandpromenad. Området, som uppfördes i och med järnvägens tillkomst, representerades tidigare av det sena 1800-talets och det tidiga 1900-talets tegelarkitektur. Idag är alla äldre byggnader på området rivna med undantag av det nu aktuella vattenverket.
Under sent 1800-tal ökade inflyttningen till staden Ulricehamn. Förklaringarna till detta var många; en växande industri, folkökning i omlandet och invigningen av järnvägen mellan Ulricehamn och Vartofta 1874. Den snabba befolkningsökningen i staden ledde till att den sanitära situationen med öppna brunnar i staden blev ohållbar samtidigt som kraven på brandsäkerhet skärptes.
Lösningen på problemet blev byggandet av ett vattenverk som utrustades med den senaste tekniken. Nere på området Maderna, nära Åsunden, borrades en nio meter djup brunn ner till grundvattnet. Själva vattenverksbyggnaden ovan brunnen uppfördes 1914 och ritades av den göteborgsbaserade civilingenjören Per Gustaf Blidberg.
I början av 1940-talet byttes elmotorn med tillhörande pump. Det tidigare bränsleförrådet inreddes till verkstad och den tidigare verkstaden blev kontor. Kaminerna som värmde byggnaden togs bort och ersattes med en värmepanna. Vattenverket försåg hela Ulricehamns stad med vatten fram till 1954 då ett nytt vattenverk anlades. Det gamla vattenverket har sedan dess fungerat som reservvattentäkt. Efter att driftschefen gick i pension 1975 så förföll och vandaliserades byggnaden. Högreservoaren, som användes fram till 1980-talet, är bevarad i så gott som ursprungligt skick. En exteriör restaurering genomfördes på båda byggnaderna 1999 i samarbete med Regionmuseum Västra Götaland och Länsstyrelsen.

## Beskrivning
Vattenverket har exteriört formen av en liten, medeltida kyrka med rektangulär plan, brant sadeltak och en utskjutande entré åt öster som påminner om ett vapenhus. Taket är belagt med tvåkupigt lertegel och nedtill på fasaden finns en för tiden typisk utskjutande, rusticerad granitsockel. Fasadens hårdbrända, handslagna tegel är murat i kryssförband med fogar av kalkbruk. Dekorativ murning markerar de småspröjsade fönstren, dörrarna och takfoten som är, med undantag av en dörr, bevarade i original.
Strax intill vattenverket finns en ventilationshuv för brunnen som täcks av ett sexkantigt koppartak som kröns av en lanternin.
Invändigt består vattenverksbyggnaden av en liten verkstad, ett kontor och den stora, ljusa maskinhallen i söder. Maskinhallen domineras av de två stora driftsaggregaten; en dieselmotor med tillhörande vattenpump, båda original, samt en elmotor med pump som tillkom under tidigt 1940-tal. Även byggnadsritningar och handlingar rörande maskineri och drift samt tillhörande verktyg finns i stora drag bevarade.
Högreservoaren, belägen högt i stadsdelen Skarpås någon kilometer från vattenverket, är byggd i samma stil som huvudbyggnaden och ritades av ingenjör Per Gustaf Blidberg.